# Градчани
Градчани (чеськ. Hradčany, нім. Hradschin) — один з чотирьох історичних районів Праги, що зберіг до 1784 року право на самокерування.
Стара імператорська резиденція Празький град і місто-фортеця Градчани, що знаходиться поруч, розташовані на скелястому пагорбі лівого берега річки Влтави. Назва району пішло від слова «hrad», що чеською означає «фортеці, замок, укріплене поселення».

## Історія Градчан
До початку XIX століття до західної частини Празького граду підступав ліс, через котрий проходила дорога до Бржевновського, а пізніше і Страговського монастиря, і вела далі в бік північно-західної Богемії. Біля цієї дороги, поруч з Градом (на місці сучасної Градчанської площі) було старе слов'янське поселення, котрому біля 1333 року бургграф Празького грааду Гінек II Берка з Дуби присвоїв статус міста. 
Це поселення у часи правління чеського короля Карла IV (1375 рік) було розширено далі на захід до сучасних площі Погоржелец, Лоретанської площі й району Новий світ, а також захищене системою стін фортеці (Голодна стіна). Як і розташоване поруч місто Мала Страна, Градчани стали жертвою нищівних гуситських війн у 1420 році і в 1541 вигоріли повністю разом з територією Празького Граду.
Після цієї пожежі площу, що звільнилася від попередніх забудов, почали викупати дворяни і представники церкви, тут почали рости палаци у стилі ренесанс і канонічні будинки. Престиж міста виріс у 1598 році, коли імператор Рудольф II Габсбург надав йому статус «Королівського міста», приблизно в цей же час (1588 рік) будується Градчанська ратуша, на дверях котрої досі знаходиться металічний «празький лікоть» — офіційна міра довжини того часу.

До першої половини XVIII століття Градчани від комплексу Празького Граду были відділені глибоким викопаним ровом з відкидним мостом. 

## Головні пам'ятки
- Градчанська ратуша (1598, ренесанс); Вид на Градчани з південного заходу

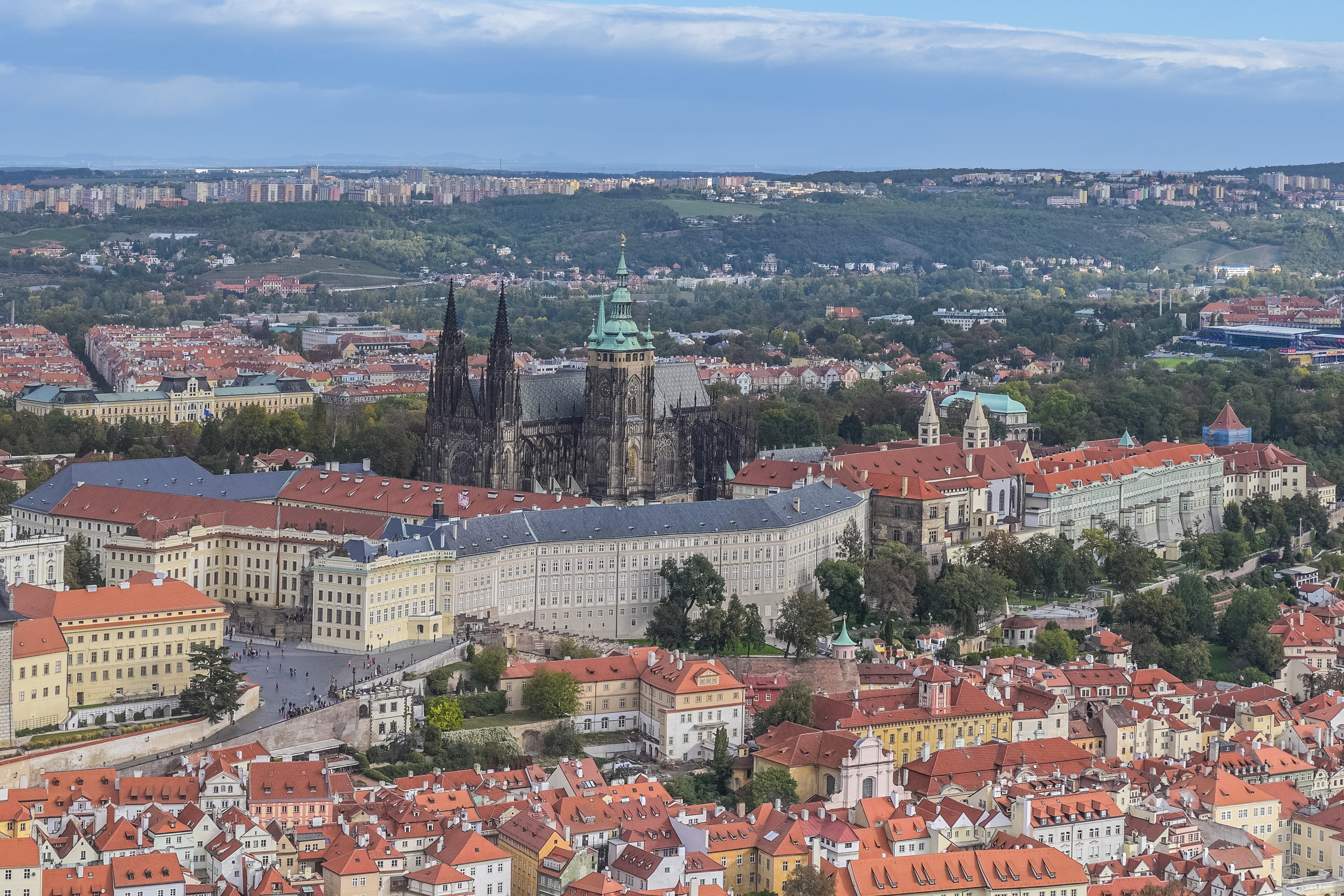
Вид на Градчани з південного заходу

- Шварценберзький палац (1545–63, ренесанс, розпис 1580, зараз Військово-історичний музей);
- Мартиницький палац (1552–63, 1598, 1624, ренесанс; нині Канцелярія головного архітектора);
- Архієпископський палац (1562–64, 1669-94, 1763–64, бароко);
- Чернінський палац (1669–1720, бароко; нині Міністерство іноземних справ);
- Тосканський палац (1690, бароко);
- Штернберзький палац (1690–1720, бароко; нині Національна галерея);
- Гложецький палац (кінець XVII ст.; нині посольство Австрії);
- Дитріхштейнський і Грзанский палаци (XVIII ст., бароко; нині парадні державні резиденції);
- Сальмський палац (1800–10, ампір; нині посольство Швейцарії);
- Празька Лорета (1626–1756, бароко);
- Страгівський монастир (закладений у 1140 р., романський і готичний стилі) з Йозефінською бібліотекою (1782–84; ніне Музей національної письмовості);
- Костьол св. Яна Непомуцького (1720–28, бароко, арх. К. І. Динценгофер);
- Монастир капуцінов на Лоретській площі (1601, ренесанс і бароко);
- Костьол св. Роха (1603–12; пізня готика);
- Костьол діви Марії на Страговські надворжи (будувались з XII до XVIII століття, різні стили);
- Чумний стовп зі статуєю діви Марії (1726, бароко).